# توبای-این
توبای-این (به ژاپنی: 唐梅院 Tobai-in); ۱ ژانویهٔ ۱۵۵۰ – ۲ اوت ۱۶۳۹)یک زن در اواخر دوره آزوچی-مومویاما تا اوایل دوره ادو بود. توبای این به زیبایی و هوش شهرت داشت. او دختر ماتسودایرا یاسوچیکا بود. برادر ناتنی او ماتسودایرا یاسوشیگه بود. در سال ۱۵۸۲ او توسط توکوگاوا ایه‌یاسو پذیرفته شد. در ۱۱ ژانویه ۱۵۸۴، آیه یاسو او را به عقد ای نائوماسا، یکی از چهار توکوگاوا شیتننو درآورد.